# Марк Аний Вер Цезар
Вижте пояснителната страница за други личности с името Марк Аний Вер.
Марк Аний Вер Цезар (на латински: Marcus Annius Verus Caesar; 162 – 10 септември 169 г.) е едно от тринадесетте деца на римския император Марк Аврелий и императрица Фаустина Млада.
На 12 октомври 166 г. Марк Аний и брат му Комод получават титлите цезар. На 10 септември 169 г. Марк Аний умира в Рим след операция за отстраняване на тумор. След смъртта му, Комод остава единствен наследник за трона, а по-късно става и император.